# 동보스포루스 해협

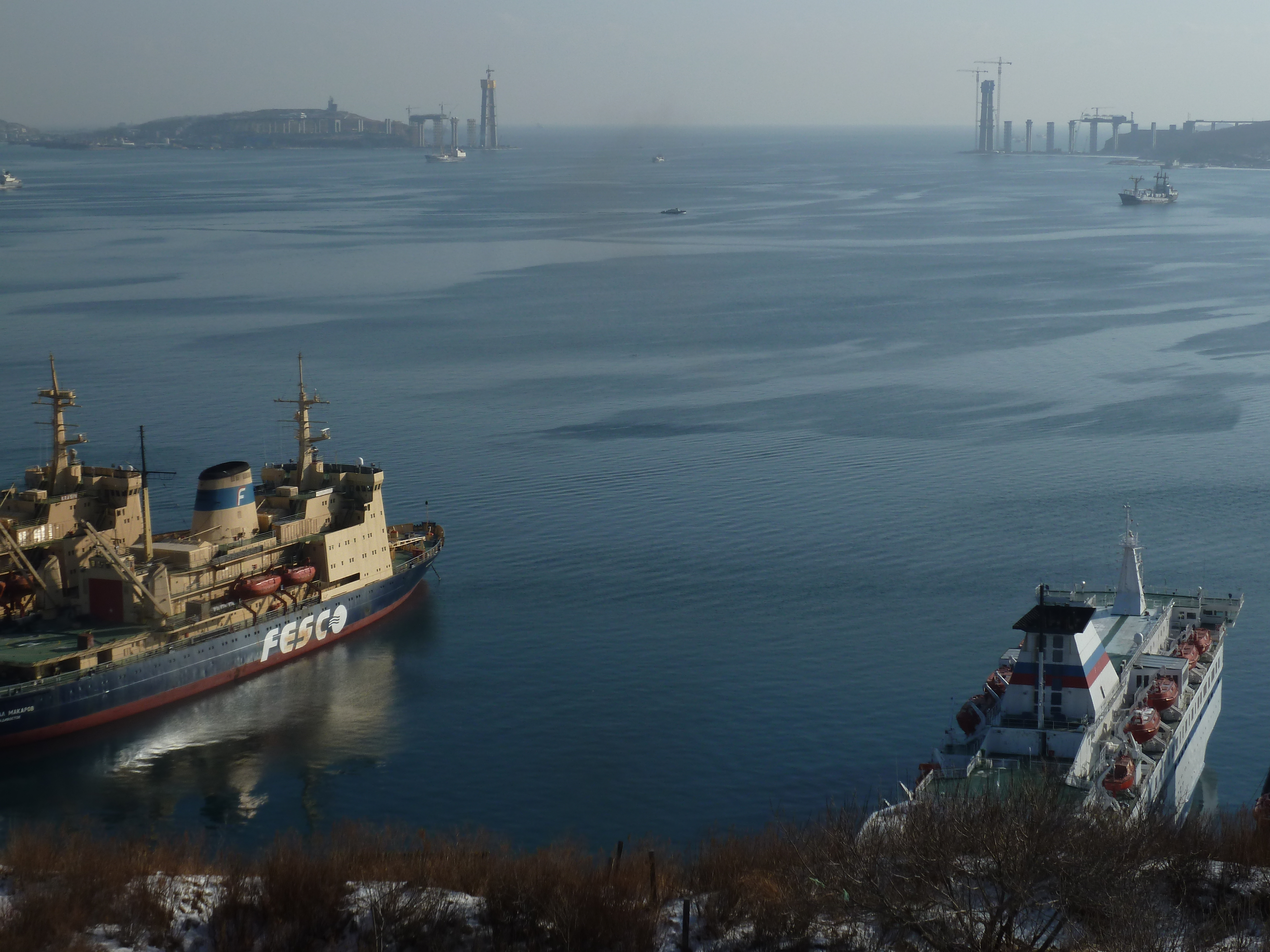

동보스포루스 해협(러시아어: Проли́в  Босфо́р Восто́чный)은 동해 표트르 대제만에 있는 해협으로, 아무르만과 우수리만을 연결하고 무라비요프-아무르스키반도를 루스키섬과 옐레나섬으로부터 나눈다. 해협 서쪽 경계는 토카렙스키 사취 끝부분과 라리오노프곶을 잇는 선을 따르고, 동쪽 경계는 바사르긴곶, 스크리플료프섬과 카라진곶을 지난다. 해협 길이는 약 9킬로미터, 깊이는 최대 50미터, 가장 좁은 부분의 너비는 800미터에 이른다. 2012년 7월 2일에는 해협을 가로지르는 루스키 교가 세워졌다.